# 尼古拉·布尔巴基

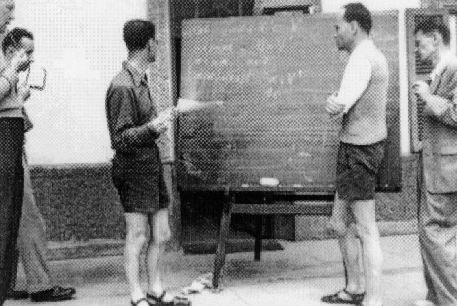
1951年布尔巴基大会

尼古拉·布尔巴基（法語：Nicolas Bourbaki，法語發音：[nikɔla buʀbaki]）是20世纪一群法国数学家的笔名。他們由1935年開始撰寫一系列述說對現代高等數學探研所得的書籍。以把整個數學建基於集合论為目的，在過程中，布尔巴基致力於做到最極端的嚴謹和泛化，建立了些新術語和概念。
布尔巴基是个虚构的人物，布尔巴基团体的正式称呼是“尼古拉·布尔巴基合作者协会”，在巴黎的高等师范学校设有办公室。

## 布尔巴基的著作
布尔巴基在集合论的基础上用公理方法重新构造整个现代数学。布尔巴基认为：数学，至少纯粹数学，是研究抽象结构的理论。结构，就是以初始概念和公理出发的演绎系统。有三种基本的抽象结构：代数结构，序结构，拓扑结构。他们把全部数学看作按不同结构进行演绎的体系。布尔巴基在《数学原本》(Éléments de mathématique)的题名下分卷出版了如下专著：
第1卷：集合论
第2卷：代数
第3卷：拓扑
第4卷：单实变函数
第5卷：拓扑向量空间
第6卷：积分
第7卷：交换代数
第8卷：李群
第9卷：谱理论
最后的第9卷谱理论执笔始于1983年，出版工程至此告终。只是在20世纪末，增补了交换代数的簇理论。
《数学原本》有七千多页，是有史以来最大的数学巨著。彻底追求严格性和一般性的叙述方法被称为“布尔巴基风格”。
布尔巴基对嚴謹性的强调在当时产生了很大的影响。这与当时儒勒·昂利·庞加莱所强调的数学要依靠自由想像的數學直觀的说法分庭抗礼。布尔巴基的影响力随时间而减弱，一个原因是由于布尔巴基的抽象并不显得比发明者原初的想法更为有用，另一个原因是因为没有包含像范畴论等重要的现代数学理论。尽管范畴论是由布尔巴基的成员艾伦堡所创立，格罗滕迪克所推广的，但是如果要容纳范畴论，就不得不对已经出版的著作进行根本性的改写。
尽管布尔巴基的一部分著作在相应的领域成了标准的参考书，但是那种近于严峻的表达方式使其难以成为教科书。布尔巴基书籍的鼎盛时期是在1950和1960年之间，那时很少有适合能用于研究生水平的关于纯数学的教科书。
布尔巴基引入的记号有：{\displaystyle \varnothing }；代表空集，黑板粗体字母表示数集（例如：{\displaystyle \mathbb {N} }表示自然数集，{\displaystyle \mathbb {Q} }表示有理数集
，{\displaystyle \mathbb {R} }表示实数集，{\displaystyle \mathbb {Z} }表示整数集），还发明了术语“单射”、“满射”和“双射”。
布尔巴基讲座在战后立即於巴黎开设，这个讲座接连不断地公开发表了各种综述性论文，这些论文采用一种固定格式，用谨慎的风格写成。

## 布尔巴基成员
布尔巴基的早期成员时多时少。创始者五人全是巴黎高等师范学校出身，他们是安德烈·韦伊，昂利·嘉当，克劳德·谢瓦莱，让·迪厄多内和让·戴尔萨特。当时有一个初级会议，会议记录在布尔巴基档案中有存档：「欲知初级会议的详情，请与“数学咨询组”的利丽安·布利尤接洽」；成立时的其他四名成员是让·库朗，夏尔·埃雷斯曼，瑞内·德·波塞尔和佐勒姆·门德勃罗，而让·勒瑞和保罗·杜布莱依在布尔巴基宣布正式成立之前退出。其他较后参加的有名成员有劳朗·施瓦茨，让-皮埃尔·塞尔，塞缪尔·艾伦伯格，亚历山大·格罗滕迪克，塞尔日·兰和罗杰·戈德门。
布尔巴基的最初目标是编撰一本改良的微积分教科书，不久他们就意识到有必要对整个数学进行一种综合性的统一处理。当时，布尔巴基的成员身份是非公开的，团体内情是相当保密的，他们甚至故意提供假消息为乐。在定期会议上，全体成员对提出的每一部书稿进行逐字逐句的严格讨论。布尔巴基有一条规定，成员到50岁必须退休。
“布尔巴基”取名於在普法战争中拒绝向伤亡惨重的德军发动反攻的将军夏尔-丹尼·布尔巴基；至于成为学派的名字是出于一堂数学课的恶作剧的传闻，也可能与一座雕像有关。这一名称还与希腊数学有关，因为那位将军布尔巴基的父亲康斯坦丁·丹尼·布尔巴基（又名迪奥尼索斯·布尔巴基斯）是希腊人。从字面上也可以解释这一名字暗示了欧几里得传统被移植到1930年代的法国，并对此寄予质变的期望。

## 布尔巴基的观点并非中性
十分明显，布尔巴基的观点虽然是“百科全书”式的，但却从来没有想要保持中立。恰好相反，他们把热情倾注於整体一致性的展示，例如对希尔伯特的形式主义和公理主义的遗产的处理上。但对现存理论总要施行一种“接纳变换”，例如把张量微积分改名成多线性代数，创建独立于消元理论的交换代数，这在其前身理想理论时已成为主要倾向。希尔伯特在1890年代时已经显示对非构造性方法的钟爱，布尔巴基的行动使非构造性方法变得更加具体。
在下面例举的领域里布尔巴基有显著的偏向：
- 计算性内容不上议题，几乎完全被省略
- 解决问题被认为次于公理
- 数学分析被“软”处理，没有“硬”计算
- 测度论掩盖了拉东测度
- 组合学结构被视为非结构性的
- 逻辑只需最低限度（佐恩引理就已足够）
- 应用全无提起

并且（“这是很自然的” - cela va sans dire）没有图示。

## 布尔巴基的发言人迪厄多内
对布尔巴基思想的公开讨论，或者对布尔巴基的辩护，一般是由讓·迪厄多內出面代表，他的最初身份是团体的“书记”，他以自己的名字发表文章。
在1977年写成的“布尔巴基的选择”（le choix bourbachique）一篇综述中，他对当时展示分层结构的“重要”数学的进展直言不讳。
他还广泛地写书：有微积分，也许是出于对原始目标或原稿的一种迟到的补偿；另外还写了不少关于代数几何的题材。尽管迪奥多内可以理直气壮地谈论布尔巴基的百科全书式倾向和布尔巴基的传统;，例如在布尔巴基的例会中，像「闭嘴，迪奥多内！」 这样直率的提醒多得数不清，但到底有多少人赞同他关于数学写作和研究的论点还是一个疑问。尤其是塞尔，他经常批评布尔巴基著作的书写方式，倡导在法国对解题方面赋予最大的关心，特别是在布尔巴基主要课题之外的数论研究当中。
迪奥多内在评述中说道，大多数的数学工作者都在打扫地板，为未来的波恩哈德·黎曼的直觉性发现清除视野。他指出公理方法可以作为解题工具，例如像亞歷山大·格羅滕迪克所做的那样。但也有人认为他与格罗滕迪克关系过于密切，不是一位公正的评论者。帕尔·图兰在1970年菲尔兹奖颁奖仪式中对阿兰·贝克进行的颁奖演说内对于建立理论和解题的评论则被认为是传统阵营在之后（四年前的1966年，格罗滕迪克在缺席的情况下被授予菲尔兹奖）的一次反击。

## 布尔巴基的影响
最终布尔巴基宣言还是产生了影响，特别是在纯数学的研究生教育上。详见本百科全书的相关部分。
新数学对初等数学教学几乎没有影响。比如说文氏图的使用，一直可以追溯到19世纪教学法。对微积分和离散数学的分界之争至今热狂不减当年。
布尔巴基在国际数学界的带头作用可能已被1960年代的波恩工作会议计划所取代。